# Moorilla Hobart International 2005
Moorilla Hobart International 2005 — жіночий тенісний турнір, що проходив на відкритих кортах з твердим покриттям Міжнародного тенісного центру Гобарта в Гобарті (Австралія). Належав до турнірів 5-ї категорії в рамках Туру WTA 2005. Відбувсь удванадцяте. Тривав з 10 до 14 січня 2005 року. Несіяна Чжен Цзє здобула титул в одиночному розряді й отримала 16 тис. доларів США.

## Фінальна частина

### Одиночний розряд
Чжен Цзє —  Хісела Дулко, 6–2, 6–0
- Для Чжен це був 1-й титул в одиночному розряді за кар'єру.

### Парний розряд
Янь Цзи /  Чжен Цзє —  Анабель Медіна Гаррігес /  Дінара Сафіна 6–4, 7–5